# 고미나토정 (지바현)
고미나토정(小湊町)은 지바현 아와군에 존재했던 정이다. 현재의 가모가와시 동부에 해당한다.

## 지리
아와국의  동쪽 끝, 현재의 가모가와시 지역의 동부에 위치한다. 남쪽으로 태평양에 접해 있으며, 우치우라만이 만으로 들어간다. 마을은 보소구릉에 위치하고 있으며, 산이 많은 지형이다. 우치우라만 일대는 도미노우라(鯛の浦)로 알려진 타이의 군생지이다.

## 역사
- 1889년 4월 1일 - 정촌제 시행에 의해 나가사군 미나토촌이 성립하였다.
- 1897년 4월 1일 - 나가사군이 폐지되어 아와군이 되었다.
- 1928년 11월 10일 - 정으로 승격 ・ 개칭해, 고미나토정이 되었다.
- 1955년 2월 11일 - 아마쓰정과 합병해, 아마쓰코미나토정이 성립하여, 동일 고미나토정은 폐지되었다.

## 교통

### 철도
- 일본국유철도 (→ 동일본 여객철도)
  - 소토보 선

### 도로
- 2급 국도
  - 국도 제128호선

## 참고문헌
- 角川日本地名大辞典編纂委員会『가도카와 일본 지명 대사전 12 千葉県』、가도카와 쇼텐、1984年 ISBN 4040011201
- 日本加除出版株式会社編集部『全国市町村名変遷総覧』、日本加除出版、2006年、ISBN 4817813180
- 千葉県安房郡教育会（編）『千葉県安房郡誌』千葉県安房郡教育会、1926年。2019年2月9日閲

## 관련링크
- 千葉県安房郡湊村 (12B0020042) - 歴史的行政区域データセットβ版
- 千葉県安房郡小湊町 (12B0020016) - 歴史的行政区域データセットβ版